# Bernard Minier
Pour les articles homonymes, voir Minier.
Œuvres principales
- Glacé (2011)
- Le Cercle (2012)
- Une putain d'histoire (2015)

Bernard Minier est un auteur de romans policiers français, né le 26 août 1960 à Béziers dans l'Hérault.

## Biographie
Bernard Minier, fils d'un professeur de l’enseignement technique, grandit à Montréjeau au pied des Pyrénées, puis fait des études à Tarbes et à Toulouse avant de séjourner un an en Espagne. Il vit aujourd’hui en Île-de-France. 
Il fait d'abord carrière dans l'administration des douanes comme contrôleur principal, tout en participant à des concours de nouvelles avant de franchir le pas et d'envoyer un manuscrit de roman à des éditeurs.
Il publie son premier roman, Glacé, en 2011.
Il fait partie du collectif d'artistes la Ligue de l'Imaginaire.

## Œuvre
Glacé a très vite connu un large succès public. Salué par la presse,, et prix du meilleur roman francophone au festival Polar de Cognac, il a été traduit dans 22 langues, dont l’anglais. Glacé a été adapté en série télévisée par Gaumont Télévision et M6, diffusée sur M6 en 2017 et disponible sur Netflix d'octobre 2017 à octobre 2021. En mai 2019, le Sunday Times le classe dans son Top 100 des meilleurs romans policiers depuis 1945.
Glacé a pour héros le commandant Martin Servaz, un policier de Toulouse profondément humain et lettré, confronté à une série de crimes aussi épouvantables qu’incompréhensibles dans les Pyrénées au cœur de l’hiver. Le Cercle (2012), N’éteins pas la lumière (2014), Nuit (2017), Sœurs (2018), La Vallée (2020), La Chasse (2021) et Un œil dans la nuit (2023) renouent avec le même personnage.
Il a également publié trois unitaires : Une putain d'histoire (2015, prix du meilleur roman francophone du festival Polar de Cognac), dont l’intrigue ancrée aux États-Unis évoque les dérives d'Internet et les menaces sur les libertés individuelles, M, le bord de l'abîme (2019), dont l'histoire se déroule à Hong-Kong et aborde la puissance de la technologie et de l'intelligence artificielle, et Lucia (2022).

### Romans

#### SérieCommandant Martin Servaz
- Glacé, XO éditions, 2011  (ISBN 978-2-8456-3502-9) ; Pocket, 2012  (ISBN 978-2-266-21997-6) :
  - adaptation en série télévisée (6 épisodes), diffusée en janvier 2017 sur M6 ;
  - adaptation en BD, éditions Phileas, avec Mig (illustrateur) et Philippe Thirault (scénariste) 2022, 120p.  (ISBN 9782491467081).
- Le Cercle, XO éditions, 2012  (ISBN 978-2-84563-556-2) ; Pocket, 2013  (ISBN 978-2-266-24280-6).
- N'éteins pas la lumière, XO éditions, 2014  (ISBN 978-2-84563-6316) ; Pocket, 2015  (ISBN 978-2-266-25510-3).
- Nuit, XO éditions, 2017  (ISBN 978-2-84563-827-3) ; Pocket, 2018  (ISBN 978-2266283786).
- Sœurs, XO éditions, 2018  (ISBN 978-2-37448-034-3) ; Pocket, 2019  (ISBN 9782266291897).
- La Vallée, XO éditions, 2020  (ISBN 978-2-37448-191-3) ; Pocket, 2021  (ISBN 978-2-266-31547-0).
- La Chasse, XO éditions, 2021  (ISBN 978-2-37448-321-4) ; Pocket, 2022  (ISBN 978-2-266-32290-4).
- Un œil dans la nuit, XO éditions, 2023  (ISBN 978-2-37448-497-6) ; Pocket, 2022  (ISBN 978-2-2663-2290-4).
- H, XO éditions, 2025  (ISBN 9782374486864).

#### SérieLieutenante Lucia Guerrero
- Lucia, XO éditions, 2022  (ISBN 978-2-37448-406-8) ; Pocket 2023  (ISBN 978-2-26633-220-0).
- Les Effacées, XO éditions, 2024  (ISBN 978-2-37448-545-4).

#### Autres romans
- Une putain d'histoire, XO éditions, 2015  (ISBN 978-2-84563-756-6) ; Pocket 2016  (ISBN 978-2-26626-777-9).
- M, le bord de l'abîme, XO éditions, 2019  (ISBN 978-2-37448-121-0) ; Pocket 2020  (ISBN 978-2-26630-656-0).

### Nouvelles
- « L'Échange ou Les Horreurs de la Guerre », dans 13 à table ! 2017, Paris, éd. Pocket, novembre 2016 (ISBN 978-2-266-27126-4), p. 191-240.
- « Et après... les hommes », dans La Nouvelle du lendemain, anthologie numérique organisée pendant le confinement par la Ligue de l’Imaginaire, le festival Lisle noir et Cultura, 04/2020[11].
- « Le Goût des autres », dans Déguster le noir, anthologie sous la direction d'Yvan Fauth. Paris : Belfond, coll. "Belfond noir", 06/2023, p. 7-19.  (ISBN 978-2-7144-9749-9)
- Les chats et 14 histoires mystérieuses diaboliques cruelles, éd. Pocket, octobre 2024, 336 p. (ISBN 9782266348416, présentation en ligne)
- « Intolérance (simple conte de Noël) » dans Le Pire des Noëls, éditions Le livre de poche (2024)

### Collectifs
- L’Enfance, c’est… / par 120 auteurs ; textes illustrés par Jack Koch ; préface d'Aurélie Valognes. Paris : Le Livre de poche, novembre 2020  (ISBN 978-2-253-08202-6).
- « Elle s'appelait... », dans Lettre à ce prof qui a changé ma vie : enseigner la liberté : 40 personnalités s'engagent. Paris : Robert Laffont - Pocket no 18336, 11/2020, p. 109-111.  (ISBN 978-2-266-31767-2).

### Préface
Bernard Minier a écrit la préface d'une réédition de L'Échiquier du mal (1989) de Dan Simmons en 2021.

## Distinctions
- Prix Polar au Festival de Cognac 2011 pour Glacé[13].
- Prix « Découverte » Polars Pourpres 2012 pour Glacé.
- Prix de l’Embouchure 2012 (décerné par la police de Toulouse) pour Glacé[14].
- Glacé a également été finaliste : du grand prix des lectrices de Elle dans la catégorie roman policier[15], du Prix du Polar Européen Le Point[16], du prix Maison de la Presse[17] et du prix Plume de Glace.
- Prix de l'Association Dora-Suarez 2013 pour Glacé[18].
- Finaliste du grand prix des lectrices de Elle dans la catégorie roman policier pour Le Cercle[19].
- Prix des bibliothèques et des médiathèques Cognac 2013 pour Le Cercle.
- Prix du meilleur roman francophone du Festival de Cognac 2015 pour Une putain d'histoire[20].